# ВЕС Формоза 1
ВЕС Формоза 1 — перша тайванська офшорна вітрова електростанція, демонстраційна частина якої введена в експлуатацію у 2017 році.
Місце для станції обрали в Тайванській протоці біля північно-західного узбережжя острова Тайвань. Тут у 2016 році в районі з глибиною моря 15 метрів спеціалізоване судно Torben спорудило фундаменти та змонтувало на них дві турбіни Siemens типу SWT-4.0-120 з діаметром ротору 120 метрів та одиничною потужністю 4 МВт.
В подальшому збираються звести другу (основну) чергу в складі 30 турбін загальною потужністю 120 МВт. У випадку реалізації цього плану станція займатиме площу 11 км2.
Проект почала реалізовувати компанія із групи Swancor, яка пізніше продала 50 % та 35 % участі фонду Macquarie та данському енергетичному концерну DONG.